# Opportunity (film)
Opportunity is een Amerikaanse stomme film uit 1918, onder regie van John H. Collins met in de hoofdrollen Viola Dana, Hale Hamilton en Frank Currier. Het scenario is een bewerking van het gelijknamig kortverhaal van Edgar Franklin.

## Verhaal
Wanneer Mary (Viola Dana) van haar vader niet naar een bokswedstrijd mag gaan omdat hij vindt dat een jonge dame daar niet thuishoort, vermomt ze zich in de kleren van haar broer en gaat ze toch. Dat zet een reeks van misverstanden in gang die haar bijna in de gevangenis doen belanden.

## Rolverdeling
| Acteur          | Personage          |
| --------------- | ------------------ |
| Viola Dana      | Mary Willard       |
| Hale Hamilton   | Anthony Fry        |
| Frank Currier   | Henry Clay Willard |
| Edward Abeles   | Johnson Bowler     |
| Sally Crute     | Beatrice Bowler    |
| Joseph Burke    | Robert Hitchins    |
| Francis D. Lyon | Wilkins            |
| Elsie MacLeod   | Felice             |